# Karambakkam
Karambakkam é uma vila no distrito de Thiruvallur, no estado indiano de Tamil Nadu.

## Demografia
Segundo o censo de 2001,  Karambakkam  tinha uma população de 14,591 habitantes. Os indivíduos do sexo masculino constituem 52% da população e os do sexo feminino 48%. Karambakkam tem uma taxa de literacia de 73%, superior à média nacional de 59.5%: a literacia no sexo masculino é de 78% e no sexo feminino é de 68%. Em Karambakkam, 11% da população está abaixo dos 6 anos de idade.